# Geografisch profileren
Geografisch profileren is een methodiek voor crimineel onderzoek. Het analyseert de locaties van een samenhangende serie misdrijven om het meeste waarschijnlijke woongebied van de overtreder vast te stellen. Het gebruik van zowel kwalitatieve als kwantitatieve methoden helpt bij het begrijpen van ruimtelijke gedrag van een dader en kan het onderzoek zich richten tot een kleiner gebied. 
Deze techniek wordt doorgaans gebruikt in gevallen van seriële moord of verkrachting, maar ook brandstichting, bombardementen, roof en andere misdrijven. Ze helpt de rechercheurs om informatie te prioriteren bij een grootschalig en zwaar crimineel onderzoek met vaak honderden of duizenden verdachten en tips.
Hoewel het misschien niet zo lijkt, het begrijpen van geografische tendensen en gewoonten van de dader kunnen onderzoekers en profilers veel vertellen over de persoonlijkheid van die persoon. Het onderliggende principe is dat de misdaad-gerelateerde locaties informatie kan verstrekken over het slachtoffer en de interactie van de dader met de omgeving. Het kan zelfs informatie verstrekken over de hoeveelheid planning die voorafging aan de overtreding, de bekendheid met de locatie van de overtreder en de mate waarin de omgeving van de misdaad weerspiegelt met de niet-criminele ruimtelijke levensstijl van de dader. Geografisch profileren wordt steeds vaker gebruikt in het onderzoeksproces van een seriële moordzaak.

## Geschiedenis
Het gebruik van ruimtelijke analysemethoden in politieonderzoek gaat vele jaren terug. Het geformaliseerde proces dat tegenwoordig bekendstaat als geografisch profileren is ontstaan uit onderzoek op Simon Fraser University’s School of Criminology in Brits-Columbia, Canada, in 1989. De meest toonaangevende ontwikkelaar van geografisch profileren is dr. Kim Rossmo, een voormalige detective van de Vancouver, Canada Police Department. Zijn doel was om een kaart te kunnen creëren dat de meest waarschijnlijke locatie aangeeft waar de seriële overtreder woont. Het ontwikkelde model is gebaseerd op de veronderstelling dat de daders beter in staat zijn om hun slachtoffers te kiezen en de misdaad te plegen als die in de buurt is van hun huisadres. Deze techniek heeft zich inmiddels verspreid naar verschillende Amerikaanse, Canadese, Britse en Europese wetshandhavingsinstanties. Oorspronkelijk is de techniek ontworpen voor onderzoek van gewelddadige misdaden, tegenwoordig wordt ze ook vaak gebruikt bij eigendomscriminaliteit.
In de talloze onderzoeken is de belangrijkheid toegenomen van de route die de daders uit gewoonte nemen om de geografische spreiding van criminele activiteiten te bepalen. Deze gebieden worden een comfortzone voor roofzuchtige misdadigers om hun misdrijven in te plegen met een gevoel van veiligheid. Bijgevolg is dat criminele handelingen volgens een afstandsverval functie werken, dit betekent dat hoe verder weg een dader is van zijn gewoonlijke activiteit, hoe kleiner de kans dat de persoon zal beginnen met een roofzuchtige criminele activiteit. De afstandsverval functie kan wiskundig worden uitgedrukt als I=1/a², met I als interactie en a als afstand. Er is echter ook een bufferzone van hun huizen waar daders willen voorkomen een misdaad te plegen in het waarschijnlijke geval dat ze zullen worden geïdentificeerd door een buurman.
In de milieucriminologie geldt dezelfde theoretische basis, in het bijzonder:
- De route naar de misdaad

Ondersteunt de gedachte dat misdaden waarschijnlijk dichter bij het huis van de overtreder worden gepleegd en volgt een afstandsvervalfunctie, waarbij een misdrijf minder waarschijnlijk is naarmate een dader verder verwijderd is van zijn thuisbasis. Het houdt zich bezig met de 'afstand van misdaden' en dat overtreders in het algemeen beperkte afstanden reizen om hun misdaden te plegen.
- Gelegenheidstheorie

Ondersteunt de gedachte dat misdaden waarschijnlijk dichter bij het huis van de overtreder worden gepleegd en volgt een afstandsvervalfunctie, waarbij een misdrijf minder waarschijnlijk is naarmate een dader verder verwijderd is van zijn thuisbasis. Het houdt zich bezig met de 'afstand van misdaden' en dat overtreders in het algemeen beperkte afstanden reizen om hun misdaden te plegen.
- Rationele-keuzetheorie

Concepten met betrekking tot de verklaring van ruimtelijke gedrag is het minste-inspanningsprincipe waar de dader een grote kans heeft om op te treden op de eerste of kans en het idee van een bufferzone. Het vertoont een voortdurende spanning tussen de wens van de dader om geen aandacht te trekken van zijn thuisbasis en de wens om niet verder dan nodig te reizen om misdaden te plegen.
- Misdaads-patroontheorie

Deze theorie, ontwikkeld door de Canadese milieu-criminologen Pat en Paul Brantingham, oefent de sterkste invloed in geografisch profileren. Ze suggereert dat misdaadlocaties en -mogelijkheden niet willekeurig zijn. Er is een nadruk op de interactie tussen de psychische kaart van de overtreder van de ruimtelijke omgeving en de toewijzing van de slachtoffers (doelwit achtergrond).
Seriële misdaden zijn bovendien het makkelijkst om geografische profielen voor te ontwikkelen, omdat elke misdaad nieuwe ruimtelijke informatie bevat en zorgt voor extra gegevens waaronder het feit dat het criminele gebied de neiging heeft om groter te worden met een verhoging van comfort en vertrouwen van de dader. Het initiële jagen en de criminele activiteiten zijn het meest waarschijnlijk relatief dicht bij de locatie van de woning of werkplek van de dader. Naarmate de kans op succes toeneemt, zal er een groeiend gevoel van vertrouwen zijn om een prooi te zoeken verder van huis en om over een grotere afstand te reizen. Misdaden die geschikt zijn voor analyse, zijn misdaden die roofzuchtig zijn van nature en bevatten een aantal ruimtelijke besluitvormingen zoals het gebied om op doelwitten te jagen, reis routes, de wijze van vervoer en zelfs stortplaatsen van het lichaam.
Een andere vooraanstaande onderzoeker op dit gebied is David Canter. In 1993 ontwikkelden Canter en Larkin twee modellen die onderscheid maken tussen commuters (forenzen) en marauders (stropers). Het onderscheid is dat de plunderaars opereren in een gebied in de nabijheid van hun woning, terwijl forenzen strafbare feiten plegen buiten deze zone. Zij hoopten de twee soorten van seriële daders te onderscheiden door de relatie te leggen van het criminele werkgebied ten opzichte van het gebied waar de overtreder woont.